# Оливейра, Абилиу ди
Абилиу Феррейра ди Оливейра (порт. Abílio Ferreira de Oliveira; 12 января 1905, Сан-Мамеде-де-Негрелуш — 7 апреля 1982, Алмансил) — португальский предприниматель-промышленник и крайне правый политик, основатель текстильной компании Flor do Campo, активный участник политической борьбы после Апрельской революции. Финансист антикоммунистической подпольной организации МДЛП. Обвинялся в причастности к террористическим актам.

## Бизнес

### Выход из бедности
Родился в бедной рабочей семье. Получил четырёхклассное начальное образование. С 12 лет работал каменщиком, потом строителем. Условия труда были тяжёлыми — двенадцатичасовой рабочий день, скудная пища, сон в подсобном помещении.
С ранней юности Абилиу ди Оливейра занялся самостоятельной коммерцией: покупал и продавал инжир, каштаны, уголь. Постепенно скопил средства и открыл в Сан-Томе-де-Негрелуш небольшое предприятие по торговле картофелем. Получил прозвище Batateiro — Картошечник. Женился на дочери владельца бакалейного магазина, что позволило расширить дело. Завёл собственную пекарню, где работал вместе с женой, торговал оливковым маслом и другими продуктами.

### «Сеньор-промышленник»
Прибыли от торговли продовольствием позволили открыть новое, более крупное дело — текстильную фабрику в Сан-Мартинью-ду-Кампу. Компания Flor do Campo (Полевой цветок) была учреждена 25 апреля 1934 года. В дальнейшем компания стала крупнейшим предприятием текстильного кластера в Санту-Тирсу. Абилиу ди Оливейра превратился в «феодального сеньора округи».
При этом Оливейра занимался благотворительностью, финансировал региональную инфраструктуру. Создавал на своём предприятии патриархальную систему «заботы хозяина о работнике, преданности работника хозяину». В то же время жёстко подавлял всякое неповиновение, не допускал создания профсоюзов и иных рабочих организаций. Материалы на рабочих активистов Оливейра передавал в ПИДЕ. Порядки на предприятии включали рукоприкладство хозяина и своего рода «право первой ночи», что вызывало возмущение, переходящее в ярость.

Он перебрал многих женщин, в том числе замужних и беременных, и это хорошо знали на заводе.

## Политика и террор

### Противник революции
Абилиу ди Оливейра придерживался крайне правых националистических взглядов, был убеждённым сторонником Антониу Салазара и Нового государства. Состоял в Национальном союзе, поддерживал тесные связи с администрацией и ПИДЕ. Много жертвовал на католические монастыри.
25 апреля 1974 года — в день большого корпоратива по поводу 40-летия Flor do Campo — Революция гвоздик свергла режим «Нового государства». Абилиу ди Оливейра однозначно позиционировался как противник новых властей и порядков. Он сразу вступил в жёсткий конфликт с местными коммунистами и левыми организациями, которые требовали экспроприировать его предприятие. Главным противником Оливейры на предприятии стал рабочий активист Антониу Тейшейра, с которым и раньше происходили регулярные конфликты. Теперь Тейшейра занимал сравнительно умеренную позицию — учитывая интересы производства — но для Оливейры и его сторонников являлся организатором «коммунистического гнезда».
Абилиу ди Оливейра вступил в правоцентристскую Народно-демократическую партию (НДП) Франсишку Са Карнейру. Однако в скором времени он понял неизбежность силового столкновения.

### Финансист подполья
В начале 1975 года Абилиу ди Оливейра установил связь с ультраправыми подпольщиками из Армии освобождения Португалии (ЭЛП). Затем примкнул к Демократическому движению за освобождение Португалии (МДЛП), созданному сторонниками генерала Спинолы.
При участии Абилиу ди Оливейры в округе Порту сложилась активная террористическая организация МДЛП. В неё входили такие видные фигуры, как начальник службы безопасности НДП юрист Рамиру Морейра, предприниматель-текстильщик Жуакин Феррейра Торреш, бизнесмен-ресторатор Луиш Виейра, начальник городской полиции Порту Мота Фрейташ. Морейра и Феррейра Торреш руководили оперативно-боевой частью подполья. Мота Фрейташ обеспечивал властное прикрытие. Виейра и Оливейра организовывали финансирование. По имеющейся информации, Оливейра затратил на закупки оружия и снаряжения не менее миллиона долларов. В период Жаркого лета группа Морейры совершила десятки вооружённых атак и террористических акций.

### Убийство Розинды Тейшейра
21 мая 1976 года в квартире Антониу Тейшейры произошёл взрыв. Сам он был только ранен, но погибла его жена Розинда Тейшейра. Расследованием было установлено, что теракт совершили боевики Рамиру Морейры по заказу Абилиу ди Оливейры, решившего физически ликвидировать Антониу Тейшейру (гибель Розинды оказалась трагической случайностью).
Оливейра посетил в больнице раненого Тейшейру и выдал ему деньги на лечение и похороны жены. Жестокое убийство и демонстративный цинизм вызвали всеобщее возмущение. Резкие заявления сделали все политические партии, кроме консервативного Социально-демократического центра (СДЦ). Оливейра был исключён из НДП. Особо отмечался тот факт, что к маю 1976 года критическая фаза противоборства миновала, опасность прихода компартии к власти снялась, МДЛП было распущено. Таким образом, теракт преследовал сугубо личные цели Оливейры.

## Арест и освобождение
В августе 1976 года полиция начала аресты руководителей террористической сети в Порту. Первым был арестован Рамиру Морейра, за ним Мота Фрейташ, Жуакин Феррейра Торреш, Абилиу ди Оливейра и ещё несколько человек. 8 августа Абилиу ди Оливейра был заключён в лиссабонскую тюрьму Кашиас. Он признавал своё участие в МДЛП, но отрицал причастность к терактам.
На предприятии Оливейры была развёрнута кампания за его освобождение — 900 рабочих направили соответствующие обращения в Верховный суд, Революционный совет, премьер-министру Соарешу и президенту Эанешу. 25 сентября Оливейра был освобождён. Он посетил Святилище Фатимы, после чего прибыл в Сан-Мартинью-ду-Кампу. Рабочие устроили ему торжественную встречу, на которой он произнёс речь о корпоративном единстве.

Я работаю с двенадцати лет. Я живу для моих рабочих. Я встаю в восемь часов утра. Я не хожу в кафе. Я не капиталист, а рабочий. Спасибо вам большое, мои дорогие работники!

Абилиу ди Оливейра

## Последние годы
Следствие по делу о серии терактов продолжалось, и Абилиу ди Оливейра оставался одним из главных подозреваемых. В 1977 году начался суд. Под угрозой повторного ареста Оливейра покинул Португалию и обосновался в испанском городе Виго. Он был судим заочно и оправдан 12 июля 1978 за недостатком доказательств (из 16 человек осуждены были только 5, в том числе Рамиру Морейра).
Муж и сын Розинды Тейшейра — Антониу и Нелсон — добивались пересмотра приговора. Протест в Верховный суд был отклонён. Периодически в приходе происходили столкновения между сторонниками и противниками Оливейры. В 1981 году активисты ультралевой организации Народные силы 25 апреля предложили Нелсону Тейшейре совершить убийство Абилиу ди Оливейры. Тейшейра отказался, не желая «накалять ненависть».
Последние годы жизни Абилиу ди Оливейра продолжал управлять Flor do Campo. Расширял бизнес, учредил фирму по производству керамических изделий. Свою деятельность в МДЛП оценивал как необходимую и полезную, но отмечал, что она повлекла большие финансовые расходы.

## Кончина и память
Скончался Абилиу ди Оливейра во время отпуска в Алмансиле в возрасте 77 лет. На похоронах присутствовали видные предприниматели, силовики, церковные иерархи, политики (в том числе представитель СДЦ Базилиу Орта, на тот момент член правительства Португалии).
Именем Абилиу Феррейры ди Оливейры названа улица в Сан-Мартинью-ду-Кампу.
Абилиу ди Оливейра был дважды женат, имел двух сыновей. Бизнес после смерти основателя унаследовал его сын Нарцисо ди Оливейра (также активист МДЛП в период «Жаркого лета»).